# Mutant (film)
Mutant, noto anche coi titoli Mutant (Night Shadows) e Mutant - Night Shadows, è un film del 1984 diretto da John 'Bud' Cardos e Mark Rosman, quest'ultimo non accreditato.

## Trama
I fratelli Josh e Mike Cameron, in viaggio per gli Stati Uniti, sono costretti a passare la notte in una piccola città i cui abitanti sembrano scomparire nel nulla o morire improvvisamente. Quando Mike scompare, Josh si mette ad indagare insieme allo sceriffo e ad una bella insegnante e scopre che l'intera cittadina è stata infettata da una sostanza tossica che ha trasformato i suoi abitanti in dei mutanti.

## Produzione
Michael Jones e John C. Kruize decisero di collaborare alla stesura di una sceneggiatura horror nel 1980 mentre lavoravano nella mail room della MGM Pictures. Scrissero la sceneggiatura di Mutant (che all'epoca era intitolata "The Pestilence") durante le pause pranzo e dopo il lavoro e la portarono a compimento in pochi mesi. Secondo quanto dichiarato da Kruize la storia originale del film riguardava delle ricerche segrete ed illegali sulla guerra batteriologica condotte da militari statunitensi in una zona remota delle Montagne Rocciose. La storia prevedeva che un operaio di laboratorio, infettatosi con un qualche tipo di virus influenzale mutante, avrebbe diffuso il contagio in una città isolata. Lo scrittore ammette anche L'ombra dello scorpione di Stephen King fu una fonte d'ispirazione per la storia. Dopo che la sceneggiatura fu acquistata, gli scrittori furono obbligati per contratto a consegnare una riscrittura completa della sceneggiatura entro 30 giorni. La consegnarono in 2 settimane. Secondo Kruize fu il produttore esecutivo Edward L. Montoro a pretendere modifiche alla sceneggiatura.
Mark Rosman chiamato a dirigere il film venne sostituita da John "Bud" Cardos all'inizio della produzione dopo che lo studio si è opposto al modo in cui stava girando il film.

## Accoglienza

### Botteghino
Rivelatosi un flop al botteghino, il film portò al fallimento della Film Ventures International, la società di produzione indipendente di Edward L. Montoro, produttore esecutivo del film. Poco tempo dopo Montoro fuggì portando con sé un milione di dollari dalle casse della compagnia e da allora non si è più sentito nulla da lui.

### Critica
Scrivendo sulla The Zombie Movie Encyclopedia, Peter Dendle l'ha definito un "semplice esercizio di invasione di zombi abbastanza privo di umorismo"che è "derivato e non necessario".
Il film è stato deriso il 7 maggio 2012 da Michael J. Nelson, Kevin Murphy e Bill Corbett di Rifftrax.

## Colonna sonora
La colonna sonora di Richard Band è stata pubblicata dalla Perseverance Records il 28 aprile 2008. È una versione ampliata dell'album originale, pubblicato dalla Intrada Records nel 1993 (precedentemente disponibile come LP per la Varèse Sarabande). La colonna sonora, eseguita dalla National Philharmonic Orchestra,  stata acclamata nel corso degli anni per le sue enormi dimensioni, spesso portata lirica e una natura sorprendentemente melodica.

## Home media
Il film è stato distribuito su CED negli anni '80. Il film è stato distribuito in DVD da diversi distributori. I DVD pubblicati da Elite Entertainment e Genius Products, su licenza della Liberation Entertainment, mostrano ciascuno il film in formato panoramico. Nel Regno Unito, un DVD è stato distribuito dalla Hollywood DVD. Un secondo DVD è stato distribuito nel Regno Unito dalla Boulevard Entertainamet il 2 aprile 2007. È uscito in Blu-ray senza contenuti speciali. Nel 2016 la società americana Code Red ha pubblicato un'edizione limitata ripristinata il trasferimento in 4K del film su Blu-ray. Le caratteristiche speciali includono un'intervista con gli attori Bo Hopkins e Lee Montgomery, un commento audio con Lee Montgomery, Igo Kantor e il regista John Bud Cardos, e il trailer teatrale originale.
Alcune case produttrici di DVD hanno erroneamente usato la locandina di Forbidden World (1982) come copertina per questo film, perché entrambi i film sono stati distribuiti con il titolo "Mutant" in vari paesi.

## Sequel
Nei primi anni 2000 venne scritto un sequel del film. Bo Hopkins,  pronto a riprendere il suo ruolo di sceriffo Will Stewart, si interessò molto al progetto. Alla fine non se ne fece nulla.